# Halmstads BK
Halmstads Bollklub (kurz Halmstads BK, HBK) ist ein schwedischer Fußballverein aus Halmstad. Gegründet am 6. März 1914, hat der Klub bisher vier schwedische Meistertitel und einen Pokalsieg errungen. Er ist bekannt für seinen Erfolg, obwohl der Kader und das Budget stets knapp sind.

## Geschichte

### Anfangsjahre

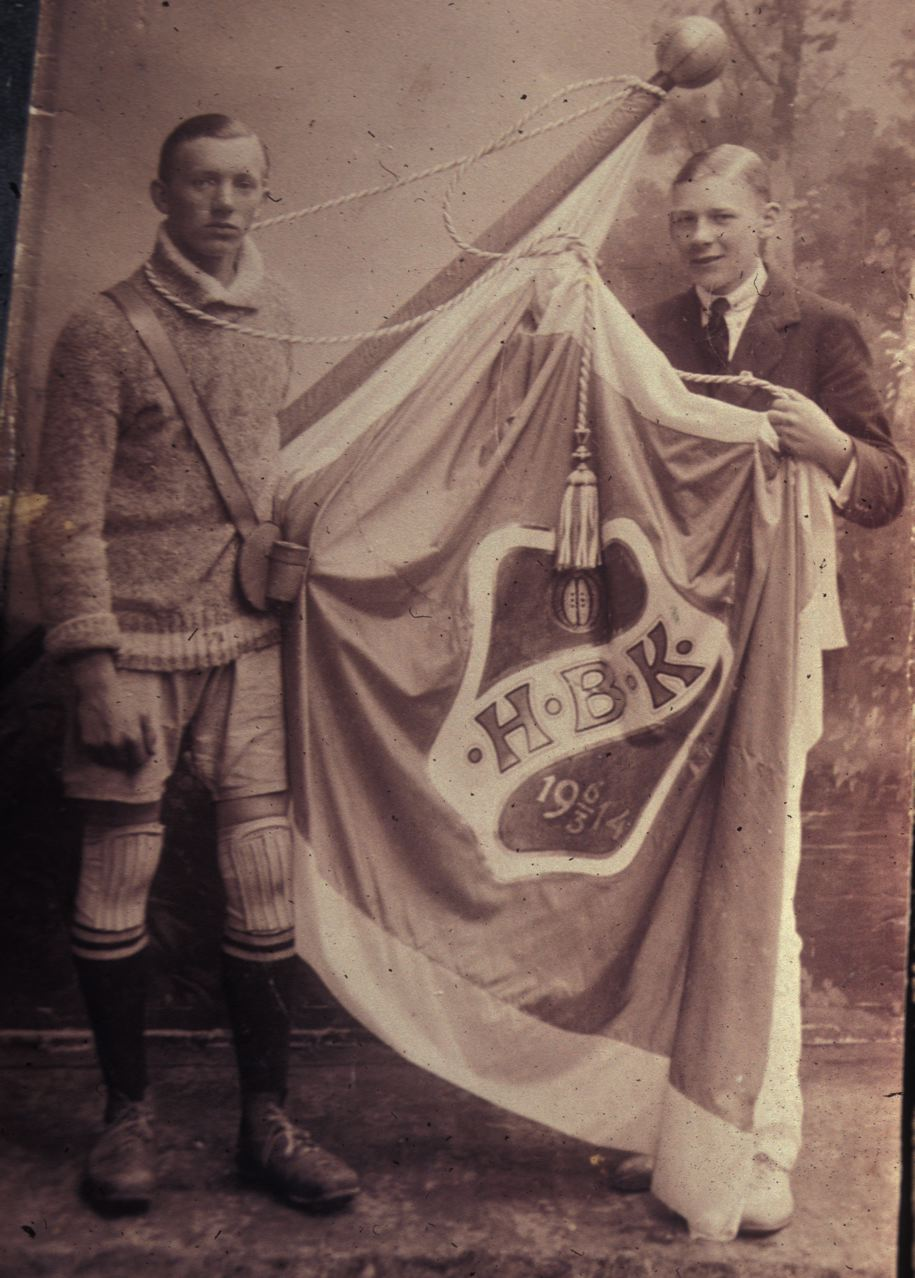
1919

1909 entstand in Halmstad mit dem BK Wasa ein erster Fußballverein. Dieser verschwand jedoch alsbald, einzig der nach ihm benannte Sportplatz Wasaplanen blieb über. Auf dem Platz spielten einige Fußballmannschaften, darunter eine Mannschaft, die sich den Namen Viking gegeben hatte. Die Mitglieder der Mannschaft entschlossen sich, sich einen organisierten Rahmen zu geben und gründeten am 7. Februar 1914 den Halmstads Bollklub, der im März dem Riksidrottsförbundet beitrat.
1915 nahm Halmstads BK erstmals an einem Wettbewerb teil, als die Mannschaft in der lokalen Pokalserien auf IS Halmia und IFK Halmstad traf. Dort belegte sie in den ersten beiden Jahren jeweils den letzten Platz, ehe sie sich in den folgenden Jahren verbessern konnte und 1918 erstmals das Endspiel um die Distriktmeisterschaft erreichte, in dem sie von IS Halmia geschlagen wurde. Zwei Jahre später gelang der erneute Finaleinzug, dieses Mal besiegte sie Falkenbergs IF mit 4:0. Im folgenden Jahr gelang gegen IS Halmia die Titelverteidigung und durch einen 5:0-Sieg über Halmstads IF im Hallandspostens Pokal ein weiterer Titelgewinn.
Als Sieger der regionalen Hallandsserien erreichte Halmstads BK 1923 die Sydsvenskan, seinerzeit eine der regionalen ersten Ligen Schwedens. Als im folgenden Jahr die Allsvenskan gegründet wurde, verpasste der Klub die Qualifikation und verblieb in der nun zweitklassigen Sydsvenskan. Nach einem zweiten Platz in der ersten Zweitligasaison hinter dem Lokalrivalen IS Halmia, zog die Mannschaft im folgenden Jahr als Staffelsieger in die Aufstiegsrunde zur Allsvenskan ein. Dort scheiterte sie gegen IF Elfsborg nach einem 3:1-Heimerfolg und einer 2:4-Auswärtsniederlage durch eine weitere 2:4-Niederlage im Entscheidungsspiel. In den folgenden Jahren etablierte sich die Mannschaft im vorderen Bereich der südlichen Zweitligastaffel. Parallel trat sie des Öfteren gegen internationale Gegner an, so traf sie beispielsweise zur Feier des 15. Geburtstages des Vereins auf den deutschen Klub SpVgg Sülz 07.

### Zwischen Allsvenskan und zweiter Liga
1933 erreichte Halmstads BK zum zweiten Mal als Staffelsieger vor BK Drott und IFK Malmö die Aufstiegsrunde zur Allsvenskan. Dort traf die Mannschaft auf Krokslätts FF und entschied beide Spiele für sich, so dass der Klub erstmals in die erste Liga aufstieg. In der Premierensaison 1933/34 für den Klub erreichte die Mannschaft den vierten Rang und stellte mit Emil Carlsson erstmals einen Auswahlspieler der schwedischen Nationalmannschaft. Bereits in der folgenden Spielzeit fand sich der Klub im Abstiegskampf wieder und nach nur fünf Saisonsiegen musste er am Ende der Spielzeit 1935/36 zurück in die Zweitklassigkeit absteigen.
Unter dem englischen Trainer Harry Bruce verpasste Halmstads BK als Vizemeister hinter Helsingborgs IF den direkten Wiederaufstieg. Zum 25. Jubiläum des Klubs gelang 1939 der Staffelsieg, in der Aufstiegsrunde erwies sich IFK Göteborg mit zwei Siegen als zu stark. Auch beim erneuten Staffelsieg zwei Jahre später scheitere die Mannschaft an einem Göteborger Klub, GAIS reichte nach einem 3:0-Hinspielerfolg ein 2:2-Unentschieden im Rückspiel zum Aufstieg. Erst ein Jahr später war HBK erfolgreich und errang gegen Lundby IF durch einen 2:1-Heimerfolg nach einem 1:1-Unentschieden in Rambergsvallen die Rückkehr in die Erstklassigkeit.
Halmstads BK errang im ersten Jahr nach dem Wiederaufstieg den sechsten Platz, ehe es in den folgenden Jahren wie beim ersten Erstligaaufenthalt gegen den Abstieg ging. Die Spielzeit 1945/46 beendete die Mannschaft als Tabellenletzter und stieg zehn Jahre nach dem ersten Abstieg erneut aus der Allsvenskan ab. Die Jugendmannschaft des Klubs war erfolgreicher und zog ins Endspiel um die inoffizielle schwedische Nachwuchsmeisterschaft ein. Das Finalspiel gegen den Nachwuchs des Allsvenskanrivalen AIK endete mit einem 4:4-Unentschieden und HBK konnte durch den anschließenden Losentscheid den Titel gewinnen.
Der Aufenthalt in der Zweitklassigkeit währte nur eine Spielzeit. Als Staffelsieger zog Halmstads BK in die Aufstiegsspiele ein, in denen die Mannschaft den seinerzeit amtierenden Rekordmeister Örgryte IS zweimal besiegte. Mit einem Punkt Rückstand auf den von IF Elfsborg belegten letzten Nichtabstiegsplatz stand sie am Ende der Spielzeit 1947/48 gemeinsam mit dem punktgleichen Djurgårdens IF auf einem Abstiegsplatz. Den erneuten Wiederaufstieg verpasste die Mannschaft in den folgenden Jahren teilweise nur knapp als Tabellenzweiter oder -dritter. Nach sechs Jahren Zweitklassigkeit gelang ihr 1954 als Staffelsieger mit zwölf Punkten Vorsprung auf den Vizemeister IK Sleipner die Rückkehr in die erste Liga. Dort wusste der Neuling zu überraschen und belegte in der Spielzeit nach dem Aufstieg hinter Meister Djurgårdens IF den zweiten Platz. Wie bei den vorherigen Ligaaufenthalten konnte HBK nicht an den Erfolg der ersten Spielzeit anknüpfen und belegte in den folgenden Jahren Plätze im mittleren Bereich der Liga. Wie zuvor gelang es nicht, sich in der Liga zu etablieren und am Ende der Spielzeit 1959 stand der erneute Abstieg in die Zweitklassigkeit fest.

### Absturz in die Drittklassigkeit und Rückkehr
Die 1960er Jahre begannen für Halmstads BK in der zweiten Liga erfolglos, die Mannschaft konnte nicht um den Aufstieg mitspielen. Nachdem sie 1963 noch beinahe in die dritte Liga abgestiegen wäre, gelang im folgenden Jahr überraschend der Staffelsieg. In der mittlerweile in Ligaformat ausgetragenen Aufstiegsrunde scheiterte sie ohne Punktgewinn als Tabellenletzter hinter den anderen Staffelsiegern Hammarby IF, GIF Sundsvall und Östers IF.
Dem kurzen Höhenflug folgte der direkte Absturz, als Halmstads BK 1965 in der zweiten Liga lediglich einen Abstiegsplatz belegt und zusammen mit Västra Frölunda IF und Göteborgs AIK den Gang in die Drittklassigkeit antritt. Der Klub spielt um den Wiederaufstieg mit, 1966 und 1967 gelingen hinter Västra Frölunda IF respektive Norrby IF nur zweite Plätze. 1968 dominierte die Mannschaft die Liga und schafft mit zehn Punkten Vorsprung auf den Tabellenzweiten Varbergs BoIS den Staffelsieg und damit die Rückkehr in die zweite Liga. Nach anfänglichen Plätzen im mittleren Bereich der Tabelle gelang 1971 mit 14 Siegen in 22 Spielen der Staffelsieg und als Tabellenzweiter der Aufstiegsrunde vor Sandvikens IF und IF Saab die Rückkehr in die Allsvenskan. Insbesondere aufgrund mangelnder Torgefahr – es gelangen nur 14 Saisontore in 22 Spielen – beendete die Mannschaft die Erstligaspielzeit 1972 auf dem einzigen Abstiegsplatz.

### Erste Titelgewinne
Unter dem neu verpflichteten Trainer Sven-Agne Larsson belegte Halmstads BK den ersten Platz der Division 2 Södra und kehrte somit direkt in die Erstklassigkeit zurück. Zunächst spielte die Mannschaft gegen den Abstieg, der in der Spielzeit 1975 nur aufgrund des besseren Torverhältnisses gegenüber GAIS vermieden wurde. Mit dem mehrfachen schwedischen Nationalspieler Hans Selander, der an der Weltmeisterschaft 1970 teilgenommen hatte, gelang dem Klub eine namhafte Verpflichtung.
Vor der Spielzeit 1976 übernahm Roy Hodgson den Beinahe-Absteiger des Vorjahres. Er führte die Mannschaft an die Spitze der Liga und am vorletzten Spieltag fixierte sie vorzeitig den Gewinn des Von-Rosens-Pokals als schwedischer Landesmeister. Im Europapokal der Landesmeister 1977/78 scheiterte Halmstads BK am ostdeutschen Vertreter Dynamo Dresden nach einem 2:1-Heimsieg und einer 0:2-Auswärtsniederlage. In der Liga konnte der Klub vorerst nicht an den Erfolg anknüpfen und landete zweimal in Folge auf dem achten Platz. In der Spielzeit 1979 kehrte der Verein an die Spitze zurück und die Mannschaft um Spieler wie Rutger Backe und Lennart Larsson holte zum zweiten Mal den Meistertitel. Im Europapokal der Landesmeister 1980/81 schied die Mannschaft wie bei ihrer ersten Teilnahme drei Jahre zuvor in der ersten Runde aus, nach einem 0:0-Heimunentschieden verlor sie auswärts beim dänischen Klub Esbjerg fB mit 2:3.
Nachdem Hodgson 1980 den Verein zurück nach England in Richtung Bristol City verlassen hatte, übernahm der Niederländer Jan Mak den Trainerposten.  Mit der Mannschaft um Mats Jingblad konnte er jedoch nicht an die Erfolge anknüpfen. Diese rutschte ins Mittelfeld ab. Auch nach dem Abgang Maks 1984 erreichte sie unter den Nachfolgern Stefan Lundin und Kenneth Rosén nur mittlere Saisonplatzierungen. Nach einer Verletztenmisere in der Spielzeit 1987 belegte der Klub einen Abstiegsplatz und musste nach 14 Jahren die erste Liga verlassen.

### Zweite Liga und Rückkehr in die Erfolgsspur
Vor der Zweitligaspielzeit 1988 übernahm Stuart Baxter den Trainerposten bei Halmstads BK. Er führte den Klub als Staffelsieger aufgrund des besseren Torverhältnisses gegenüber dem punktgleichen Konkurrenten Mjällby AIF zurück in die Allsvenskan. Mit einem Punkt Rückstand auf den vom Örebro SK belegten vierten Tabellenrang verpasste der Verein knapp die Teilnahme an der Meisterschaftsendrunde. 1991 stieg die Mannschaft in der Herbstrunde in die zweite Liga ab, schaffte dort aber im folgenden Frühjahr den Staffelsieg. In der Herbstrunde schaffte sie den direkten Wiederaufstieg.
Nicht zuletzt wegen der Tore Henrik Bertilssons, der zusammen mit Mats Lilienberg mit 18 Saisontoren Torschützenkönig wurde, erreichte Halmstads BK in der Spielzeit 1993 den fünften Platz. In der Folge etablierte sich die Mannschaft in der Liga und erreichte 1995 das Pokalfinale gegen AIK, das mit einem 3:1-Sieg gewonnen wurde. Damit qualifizierte sich die Mannschaft für den Europapokal der Pokalsieger. Dort ließ sie aufhorchen, als sie im Achtelfinalhinspiel den AC Parma mit einem 3:0-Sieg bezwingen konnte. Gegen den italienischen Klub ging das Rückspiel jedoch mit einer 0:4-Niederlage verloren, so dass die Halmstader aus dem Wettbewerb ausschieden.
1996 übernahm Tom Prahl den Trainerposten bei Halmstads BK. Nachdem ihm im ersten Jahr seiner Tätigkeit der siebte Tabellenplatz gelungen war, führte er die Mannschaft in der Spielzeit 1997 zum dritten Meistertitel in der Vereinsgeschichte. In der Qualifikationsrunde zur Champions-League-Runde 1998/99 scheiterte sie in der ersten Runde am bulgarischen Meister Litex Lowetsch. Dieses Mal hielt sich die Mannschaft im vorderen Tabellenbereich und qualifizierte sich regelmäßig für den UEFA-Pokal. In der Spielzeit 2000 errang die Mannschaft um Håkan Svensson, Michael Svensson und Stefan Selakovic mit sechs Punkten Vorsprung auf Vizemeister Helsingborgs IF erneut einen Meistertitel.
Ende 2001 verließ Erfolgstrainer Prahl Halmstads BK und wurde durch Jonas Thern ersetzt. Unter dessen Leitung sprangen nur Plätze im mittleren Bereich der Liga heraus. Nachdem er sein Amt Ende 2003 niedergelegt hatte, übernahm sein Assistent Janne Andersson die Trainerarbeit. Dieser führte den Klub zurück an die Spitze der Liga. In der Spielzeit 2004 führte die Mannschaft bis zum letzten Spieltag die Liga an, ehe durch ein Unentschieden gegen IFK Göteborg der Konkurrent Malmö FF vorbeiziehen konnte.
Als Vizemeister zog Halmstads BK in den UEFA-Pokal ein. In der ersten Runde des UEFA-Pokal-Wettbewerbs 2005/06 bezwang der Klub den Vorjahresfinalisten des Wettbewerbs Sporting Lissabon. Dabei war das Hinspiel im heimischen Örjans vall mit 1:2 verloren gegangen, im Rückspiel gelang durch Tore von Gunnar Heiðar Þorvaldsson, Tomas Žvirgždauskas und Patrik Ingelsten ein 3:2-Erfolg nach Verlängerung. In der Gruppenphase traf Halmstads BK auf Hertha BSC, Steaua Bukarest, Sampdoria Genua und den RC Lens, schied jedoch ohne Punktgewinn aus dem Wettbewerb aus.

### Aktuelle Entwicklungen

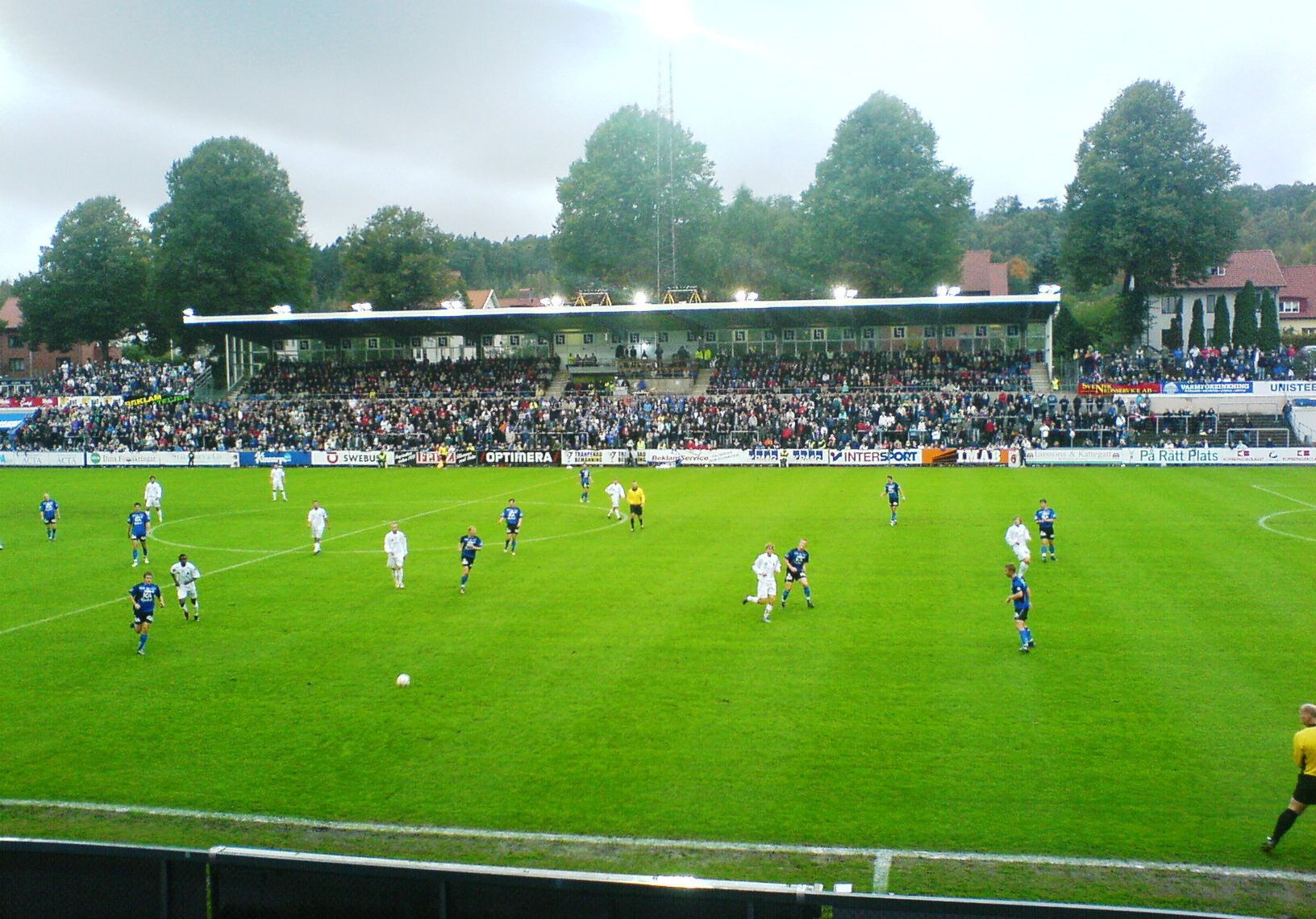
HBK im Örjans vall im September 2007 gegen Gefle IF

Nach der Vizemeisterschaft konnte Halmstads BK nicht mehr an die Erfolge anknüpfen und belegte in den folgenden Spielzeiten Plätze im Mittelfeld der Liga. In der Spielzeit 2006 geriet die Mannschaft kurzzeitig in Abstiegsgefahr, konnte aber mit fünf Punkten Vorsprung auf den Relegationsplatz die Klasse erhalten.
In den letzten Jahren begannen etliche Spieler ihre Profikarriere bei Halmstads BK oder nutzten den Klub als Zwischenstation für den Sprung ins Ausland. Exemplarisch hierfür stehen Namen wie Dušan Đurić, Petter Hansson, Peter Larsson oder Mikael Nilsson.
Von 2008 bis Januar 2012 war Michael Görlitz, ehemaliger Mittelfeldspieler bei den Amateuren des FC Bayern München, im Kader des Vereins und wurde sowohl 2008 als auch 2009 als bester Spieler des Klubs ausgezeichnet.
Jedoch stieg Halmstads BK nach einer sehr schlechten Saison 2011 als Letzter und mit nur 14 erreichten Punkten aus der ersten schwedischen Liga ab. In der folgenden Saison 2012 wurde Halmstads BK Dritter der Superettan und qualifizierte sich für die Relegationsspiele um den Aufstieg in die Allsvenskan. Gegen GIF Sundsvall, den Drittletzten aus der ersten Liga, gewann der Klub erst das Hinspiel mit 3:0 und im Rückspiel reichte eine 3:4-Niederlage, um aufzusteigen.
In der Folgezeit stieg Halmstads BK mehrfach zwischen der Fotbollsallsvenskan und der zweitklassigen Superettan ab und wieder auf. Das Team spielt im Jahr 2024 in der erstklassigen Fotbollsallsvenskan 2024.

## Erfolge
- Schwedischer Meister: 1976, 1979, 1997, 2000
- Schwedischer Pokalsieger: 1995

## Trainer
- Roy Hodgson (1976–1980)
- Stefan Lundin (1984–1986)
- Stuart Baxter (1988–1991)
- Tom Prahl (1996–2001)
- Jonas Thern (2002–2003)
- Janne Andersson (2004–2009)
- Magnus Haglund (2019–)

## Spieler
- Hans Selander (1975–1981)
- Freddie Ljungberg (1982–1994) Jugend, (1994–1998) Spieler,
- Niclas Alexandersson (1988–1995)
- Dušan Đurić (19??–2002) Jugend, (2003–2007) Spieler,
- Michael Görlitz (2008–2011)
- Mikael Boman (2012–2014)